# Canscora perfoliata
Canscora perfoliata là một loài thực vật có hoa trong họ Long đởm. Loài này được Lam. mô tả khoa học đầu tiên năm 1785.